# Johanna Kappauf
Johanna Kappauf (* 1999 in München) ist eine deutsche Theaterschauspielerin. 2022 erhielt sie den Therese-Giehse-Preis.

## Leben und beruflicher Werdegang
Kappauf arbeitet bei der SWW München Weberei und wurde dort Mitglied der Theatergruppe Die Blindgänger. Als sie dort 2019/2020 in Dea Lohers Blaubart auftrat, wurden Intendantin Barbara Mundel und Regisseurin Nele Jahnke von den Münchner Kammerspielen auf sie aufmerksam.
2019 und 2020 nahm sie an Inklusionsworkshops der Otto-Falckenberg-Schule teil und wurde 2021 für Heidi weint als Gast an den Münchner Kammerspielen engagiert. In der Spielzeit 2022/2023 folgte dort ein festes Engagement, wobei Kappauf auf eigenen Wunsch weiterhin zu 50 % in der Weberei arbeitet. Für die Aufführung von Antigone mit Kappauf in der Titelrolle wurde erstmals an einer deutschsprachigen Bühne ein literarischer Text in Leichte Sprache übertragen.

## Theatrografie
- 2021: Heidi weint, von Dennis Seidel und Julia Weber, Uraufführung. Münchner Kammerspiele. Regie: Nele Jahnke. Premiere: 23. Oktober 2021[5]
- 2022: Wer immer hofft, stirbt singend, nach Geschichten und Motiven von Alexander Kluge. Münchner Kammerspiele. Regie: Jan-Christoph Gockel. Rolle: Engel. Premiere: 2. April 2022.
- 2023: Antigone von Sophokles, übersetzt in Leichte Sprache. Münchner Kammerspiele, Regie: Nele Jahnke, Rolle: Antigone. Premiere am 18. Februar 2023.[6]

## Auszeichnungen
2022 wählte Edgar Selge als Pate Kappauf für ihre Darstellung in Wer immer hofft, stirbt singend, Münchner Kammerspiele, im Rahmen des Deutschen Schauspielpreises 2022 für den Therese-Giehse-Preis aus. Der Pate oder die Patin wechselt jährlich und zeichnet eine Kollegin oder einen Kollegen aus, die oder der ihm ein „besonderes, nachhaltig inspirierendes Theatererlebnis beschert hat“. Selge hielt auch die Laudatio.
Christoph Leibold vom Bayerischen Rundfunk nannte Kappauf als beste Nachwuchsschauspielerin bei der Umfrage des Theaterverlags Allerbeste Nachrichten! 45 Kritikerinnen und Kritiker nennen Höhepunkte der Saison 2021/22.
Im Juli 2023 verlieh der Verein zur Förderung der Münchner Kammerspiele seinen jährlichen Förderpreis an Johanna Kappauf. Er ist mit 5.000 Euro dotiert und für junge Mitglieder des Ensembles bestimmt. Die Laudation hielt Jan-Christoph Gockel, Regisseur und Mitglied der künstlerischen Leitung der Münchner Kammerspiele.